# Attentat du 21 avril 2017 à Khabarovsk
L'attentat du 21 avril 2017 à Khabarovsk est une attaque terroriste perpétrée contre les locaux du FSB à Khabarovsk, dans l'après-midi. Un homme armé tue un agent et un visiteur. 
L'État islamique (Daech) revendique cet attentat, mais d'après le FSB, l'auteur a été identifié. Il s'agit d'un habitant du kraï de Khabarovsk, Anton Konev, né en 1999, faisant partie d'une mouvance néonazie de l'extrême droite et non de sa partie religieuse. L'attaque a en effet eu lieu le jour de l'anniversaire d'Hitler, ce qu'il souhaitait célébrer.